# Charadropsyche penicillata
Charadropsyche penicillata is een schietmot uit de
familie Tasimiidae. De soort komt voor in het Neotropisch gebied.